# كلية العلوم الصحية (البحرين)
كلية العلوم الصحيّة والرياضيّة:
تُعد كُلية العلوم الصحيّة والرياضيّة من أقدم الكليات في جامعة البحرين حيث تأسست سنة 1976م، وهي الكلية الأولى والوحيدة التي تُقدم برامج أكاديمية في مجال التمريض، العلوم الصحية المساندة، والتربية الرياضية في مملكة البحرين، تقع بجانب مجمع السلمانية الطبي بالعاصمة المنامة.
في عام 2011م، وبموجِب مرسوم ملكي تم دمج الكلية مع جامعة البحرين التي تأسست سنة 1986م.
عميدة الكلية الحالية هي الدكتورة لينا محمد عبدالله خنجي.

## التاريخ
تعتبر الكلية الوحيدة التي تُعنى بالتعليم الصحي في جامعة البحرين، حيثُ يتوفر فيها عدد من البرامج الأكاديمية في تخصصات التمريض والمهن الصحية المُسانِدة في مَملكة البحرين.
أُسّست الكلية عام 1976م بالتعاونِ مع الجامعة الأمريكية في بيروت بإشراف وزارة الصحة. في البداية، قدمت الكلية برامج الدبلوم المُشاركة في التمريض والمهن الصحية المُساندة، ومنذُ ذلك الحين وعلى مدى العقود الأربعة الماضية، قامت الكلية بتطوير برامجها وإمكانياتها لمُواكبة التطور وتلبية زيادة الطلب على قطاع الرعاية الصحية. إسهامًا منها في تَوطين المِهن الصحية، قامت الكلية بتطوير التمريض والتعليم الصحي في البحرين ليُصبح على درجة البكالوريوس. وفي عام 2011م دُمِجت الكلية مع جامعة البحرين بموجِب مرسوم ملكي. وفي عام 2019م قرر مجلس أُمناء جامعة البحرين دمج كلية التربية الرياضية مع كلية العلوم الصحية كقسم أكاديمي، وبناءً عليه أصبح قسم التربية الرياضية أحد أقسام الكلية.
وقد أسهم موقع كلية العلوم الصحية الحالي بجانب مستشفى السلمانية وجامعة الخليج العربي إيجابًا في تسهيل وصول الطلاب إلى مواقع التدريب الإكلينيكي لاكتساب الخبرة في مختلف الأقسام والمناطق السريرية في المستشفى، بالإضافة إلى إمكانية الوصول إلى المراكز الصحية المختلفة، ودوائر الصحة العامة والمُستشفيات المُتخصصة الأخرى.
منذُ عام 2003م تقدم الكلية درجة البكالوريوس في التمريض، وشهادات الدبلوم العالي في تخصصات القبالة وتمريض صحة المجتمع والتمريض النفسي وتمريض الطوارئ، وتكنولوجيا الأشعة التشخيصية وتمريض مرضى القلب، وفي سبتمبر 2015م، تم تطوير برامج قسم العلوم الصحية المُسانِدة لتصبح على درجة البكالوريوس في الصيدلة، وعُلوم المختبرات الطبية، والأشعة، والصحة العامة بالإضافة إلى منح درجة الدبلوم المشارك في برنامج صحة الأسنان.
وفي العام 2018م، بدأت الكلية الماجستير في تمريض البالغين والعلاج الطبيعي، وتماشيًا مع تلبية الاحتياجات التدريبية للمؤسسات الحكومية في المَملكة بِهدف تطوير خدمات الرعاية الصحية، تعاونت جامعة البحرين مع مستشفى الملك حمد التعليمي في إطلاق برنامج مساعد رعاية المرضى (PCA) لتلبية احتياجات موظفيّ مستشفى الملك حمد فقط وعلى درجة تعليمية أقل من درجة المُشارك.

## المقررات
تقدم الكلية درجة البكالوريوس في التمريض، والصيدلة، وعلوم المختبرات الطبية والأشعة، والعلاج الطبيعي، والتربية البدنية، والصحة العامة. كما تقدم شهادات الدبلوم العالي في تخصصات القبالة، وتمريض صحة المجتمع، والتمريض النفسي، وتمريض الطوارئ، وتمريض مرضى القلب. بالإضافة إلى منح درجة الدبلوم المشارك في برنامج صحة الأسنان.

## الحرم الجامعي
يقع الحرم الجامعي للكلية في قرية السلمانية في المنامة عاصمة البحرين وبالتحديد داخل مجمع السلمانية الطبي جنْبًا إلى جنب مع جامعة الخليج العربي ومستشفى السلمانية. يتضمن حرم مبنى الإدارة والشؤون الطلابية ومجمعات متعددة للتمريض والمختبرات. بالإضافة إلى ذلك تشمل مرافق مبنى من ثلاث طوابق التي تستضيف مكاتب متعددة والفصول الدراسية والمختبرات ومكتبة أحمد الفارسي. ويتضمن صالة عرض توفر مكانًا للفصول الخاصة وحلقات العمل والاجتماعات والندوات والمؤتمرات. تم تركيب مختبر الكمبيوتر في عام 1988.

## وصلات خارجية
الموقع الرسمي